# Hyphoderma rimosum
Hyphoderma rimosum är en svampart som beskrevs av Burds. & Nakasone 1983. Hyphoderma rimosum ingår i släktet Hyphoderma och familjen Meruliaceae.   Inga underarter finns listade i Catalogue of Life.